# ゲツセマネの祈り (マンテーニャ、ロンドン)

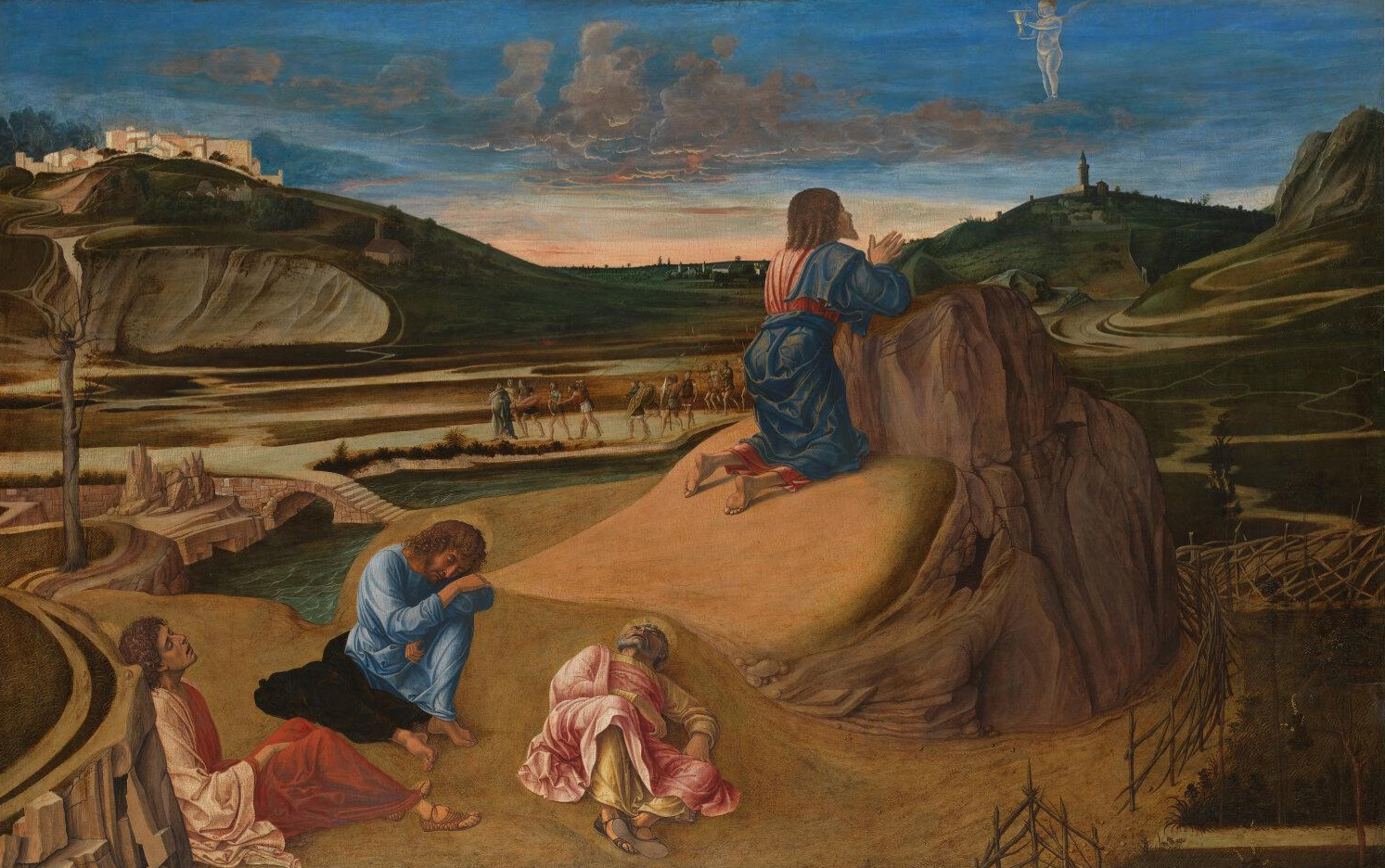
ジョヴァンニ・ベッリーニの『ゲツセマネの祈り』。ナショナル・ギャラリー所蔵。

『ゲツセマネの祈り』（ゲツセマネのいのり、伊: Orazione nell'orto, 英: Agony in the Garden）は、盛期ルネサンスのイタリアの巨匠アンドレア・マンテーニャが1455年から1456年に制作した絵画である。テンペラ画。主題は『新約聖書』「マタイによる福音書」26章ほかで語られているイエス・キリストがオリーブ山のゲツセマネの園で行った祈り（ゲツセマネの祈り）から取られている。マンテーニャのパドヴァ時代に位置する初期の作品で、現在はロンドンのナショナル・ギャラリーに所蔵されている。

## 主題
福音書によるとイエスは最後の晩餐ののちオリーブ山のゲツセマネの園を訪れた。イスカリオテのユダの裏切りと自らに待ち受ける受難を知るイエスは迫り来る運命に苦しみ、目を覚まして使徒たちに自分と一緒に祈るように頼んだ。イエスは彼らから少し離れて立ち、神に「この杯を通り過ぎさせてください」と願った。しかしやがてイエスは神の意志を認め、「わが父よ、どうしてもこの杯を飲むよりほかに道がないのでしたら、どうか御心どおりに行われますように」と願った。イエスはこの祈りを3回行ったが、そのあいだ使徒たちは眠っていた。やがて天国から御使いが現れてキリストに力を授け、キリストはますます熱気を帯びた祈りを捧げた。

## 作品
マンテーニャは聖地エルサレムを去り、ゲツセマネの園で祈るキリストを描いている。キリストは教会の祭壇にも似た岩の前にひざまずき、合掌して天を見上げている。その視線の先の雲上にはケルビムたちがキリストの受難と死の運命を示唆する十字架、柱、槍を持って現れている。しかしその十字架によって祈りを捧げる祭壇が完成している。キリストとともに祈るように言われた3人の使徒、聖ペテロ、聖ヤコブ、聖ヨハネは聖書の記述にあるようにすっかり眠っている。しかしその間もキリストの運命は迫っており、エルサレムの城門は開かれて、キリストの捕縛に向かう兵士たちをイスカリオテのユダが先導している。マンテーニャは物語の勢いと緊張を捉えるために風景を用いている。マンテーニャは興味の赴くままに古代彫刻や建築、岩を描いている。背景のエルサレムの町は異教的な都市として描写されている。三日月を頂いた塔はイスラム的であり、黄金の騎馬像や円形建築のコロッセウムは古代ローマを示している。マンテーニャは前景の赤く穏やかに侵食された岩肌と遠くの円錐形の岩山とを対比させており、豊かな褐色の土壌や植生はマンテーニャが自然を綿密に観察していることを示している。いくつかの場所にはウサギたちが、小川には洗礼による浄化を象徴する2羽のシラサギが描かれている。使徒たちが眠る岩場に生えているのはイチジクである。これはユダの裏切りを象徴している可能性がある（初期キリスト教の伝説によるとユダは絞首刑にイチジクの木を選んだ）。画面右端の木の上には黒いハゲワシが描かれている。
本作品は現在大英博物館に所蔵されている義父ヤーコポ・ベリーニの素描に影響を受けて描かれたようである。さらにヤーコポの息子ジョヴァンニ・ベッリーニは本作品に触発されて1460年から1465年の間に『ゲッセマネの祈り』を描いたと考えられている。どちらの絵画もナショナル・ギャラリーに所蔵されている。

## 来歴
絵画は17世紀までにはアルドブランディーニ家の所有するところとなった。その後、ローマでナポレオンの叔父ジョゼフ・フェッシュ枢機卿の膨大なコレクションに加わり、ウィリアム・カニンガム（William Coningham）と初代ノースブルック伯爵トマス・ベアリングのコレクションを経て、1894年に伯爵からナショナル・ギャラリーに売却された。